# Damian De Veuster
Damian De Veuster, Ojciec Damian z Molokaʻi, fr. père Damien, nl. pater Damiaan, właściwie Jozef (Jef) de Veuster (ur. 3 stycznia 1840 w Tremelo w Belgii, zm. 15 kwietnia 1889 w Kalaupapa na Molokaʻi, Hawaje) flamandzki katolicki misjonarz, który poświęcił się, by nieść pomoc chorym na trąd, święty Kościoła katolickiego.

## Życiorys

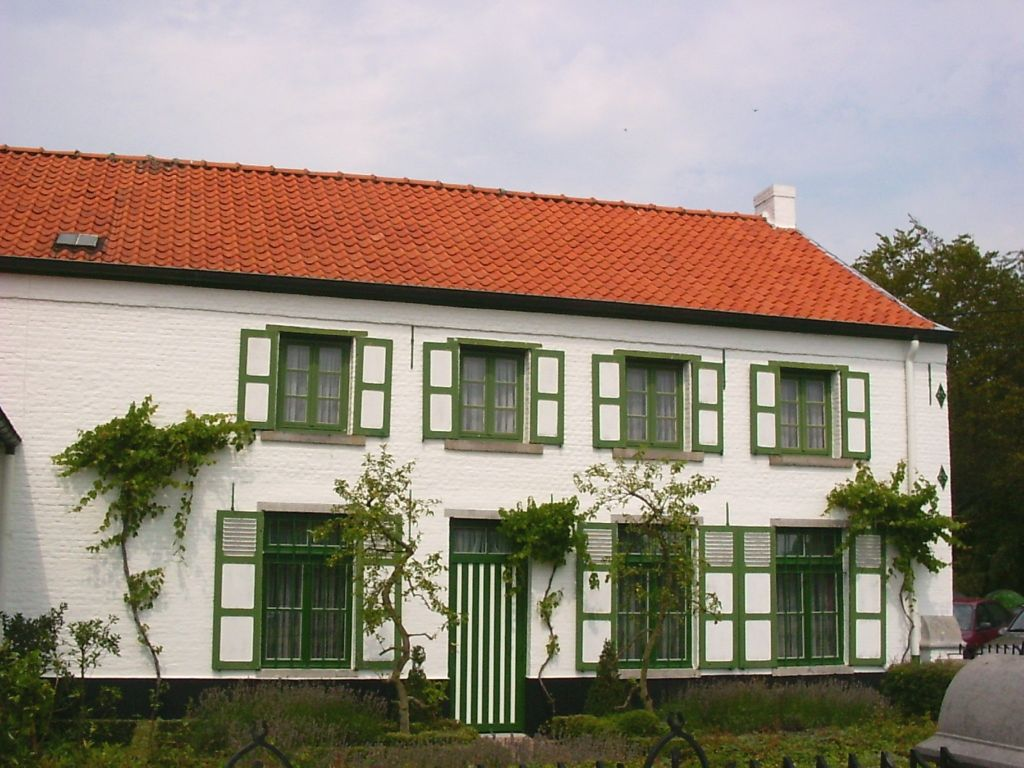
Dom rodzinny o. Damiana w Tremelo.

Ojciec Damian urodził się w małej wsi Tremelo jako siódme dziecko w średniozamożnej wiejskiej rodzinie. Odebrał dość staranne wykształcenie.
W wieku 19 lat wstąpił do Zgromadzenia Najświętszych Serc Jezusa i Maryi w Leuven, przybierając imię zakonne Damian.
Następnie rozpoczął studia na Uniwersytecie w Leuven. Zdecydował, że będzie misjonarzem, i jeszcze przed konsekracją wyjechał w roku 1863 na Hawaje. W katedrze w Honolulu 24 maja 1864 został wyświęcony na księdza.
Na Hawajach rozprzestrzeniały się nowe, wcześniej nieznane choroby, które w tym okresie powodowały poważne problemy zdrowotne. Jedną z tych chorób był trąd. Król Kamehameha IV, widząc rozszerzanie się tej nieuleczalnej choroby, zarządził segregację chorych na wyspie Molokaʻi. Kolonii trędowatych dostarczano żywność i inne środki potrzebne do życia, jednak nie zapewniając właściwej pomocy medycznej.
Biskup Maigret zwrócił się do duchownych o wyjazd do pracy z trędowatymi na Molokaʻi. Ojciec Damian poprosił biskupa o wyznaczenie go do tego zadania. 10 maja 1873 roku przybył do odosobnionej osady Kalaupapa, którą zamieszkiwało 600 trędowatych. Pierwszymi zadaniami ojca Damiana było wybudowanie kościoła i założenie parafii. Jego zadanie nie ograniczało się tylko do bycia duchownym. Dzielił z trędowatymi wszelkie niedogodności losu na wygnaniu, dobrowolnie godząc się na niebezpieczeństwo zarażenia tą nieuleczalną wtedy chorobą.

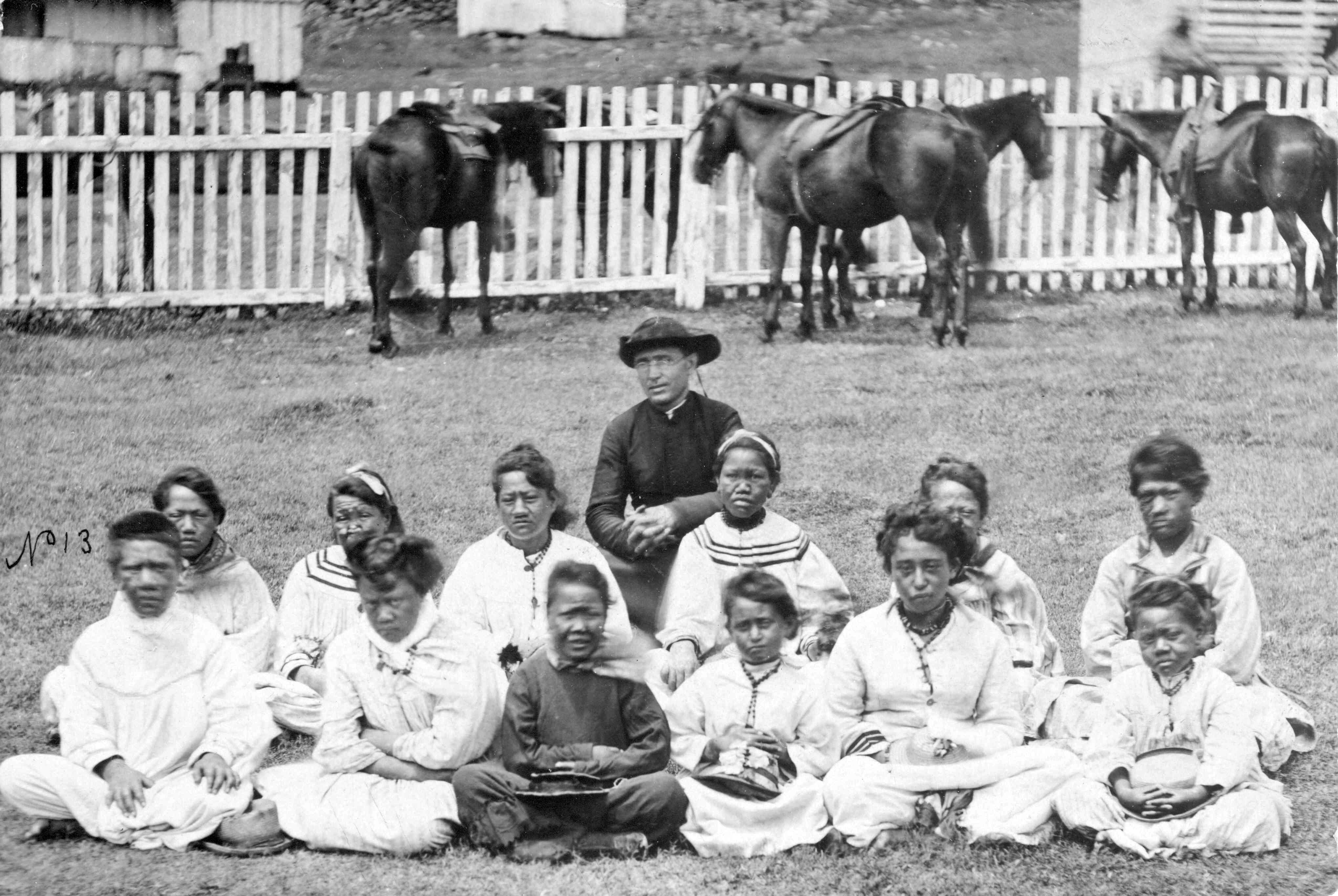
Ojciec Damian wśród podopiecznych

W kolonii trędowatych przed przybyciem ojca Damiana powszechne było poczucie rozpaczy i brak nadziei na pomoc. Szesnaście lat pracy ojca Damiana w leprozorium w Molokaʻi sprawiło, że prawo zaczęło być respektowane, rudery zamieniono na schludne domki, uprawiano ziemię i wybudowano szkoły. Stał się nie tylko kapłanem trędowatych, lecz także ich towarzyszem, doradcą, pielęgniarzem, lekarzem, cieślą, grabarzem, kuratorem oraz przyjacielem wszystkich, przede wszystkim młodocianych ofiar trądu.
Wiadomości o heroicznych wysiłkach na rzecz trędowatych rozeszły się na Hawajach, w Stanach Zjednoczonych i w Europie. Liczne kościoły, fundacje i osoby prywatne przekazywały środki finansowe dla wsparcia pracy wśród trędowatych. Do Kalaupapy przybyli pomocnicy i następcy ojca Damiana, w tym belgijski ksiądz Louis Lambert Conrardy.
Krótko przed śmiercią Damiana (listopad 1888) na wyspę przybyły franciszkańskie zakonnice m.in. bł. Marianna Cope. Damian wiedział, że jego dzieło będzie kontynuowane. Zmarł w otoczeniu swoich przyjaciół i chorych, którymi się opiekował, 15 kwietnia 1889 roku na Molokaʻi na Hawajach.
Po śmierci ojca Damiana rozgorzała dyskusja nad jego działalnością. Krytycznie odniosły się do niej niektóre kościoły protestanckie. W obronie dzieła ojca Damiana stanęli między innymi Robert Louis Stevenson oraz Mahatma Gandhi.
Dzień obchodów
Wspomnienie liturgiczne w Kościele katolickim obchodzone jest 10 maja, na Hawajach i w święto odbywa się corocznie 15 kwietnia.
W Kościele Episkopalnym w USA ojca Damiana wraz z siostrą Marianną Cope wspomina się 15 kwietnia.
Patronat
Ojciec Damian jest patronem chorych na trąd, AIDS, wszystkich odtrąconych oraz stanu Hawaje.

## W kulturze masowej

### Plebiscyt
W 2005, w plebiscycie zorganizowanym przez belgijską telewizję, ojciec Damian został uznany za największego Belga w historii.

### Film oparty na biografii
Po beatyfikacji belgijski producent filmowy Tharsi Vanhuysse postanowił nakręcić film, który miałby uhonorować dzieło tego sławnego duchownego. Reżyserem został Australijczyk Paul Cox, a scenariusz napisał znany z filmów takich jak Gandhi czy Krzyk wolności Amerykanin John Briley. W rolach głównych wystąpili: Derek Jacobi, Kris Kristofferson, Sam Neill, Tom Wilkinson, Peter O’Toole i David Wenham, a film nosi tytuł Molokai – historia ojca Damiana. Premiera filmu miała miejsce 17 marca 2000 roku.

## Beatyfikacja i kanonizacja
4 czerwca 1995 roku o. Damian został beatyfikowany przez papieża Jana Pawła II. 20 grudnia 1999 roku Jorge Medina Estévez, Prefekt Kongregacji ds. Kultu Bożego i Dyscypliny Sakramentów ogłosił, że ojciec Damian został umieszczony w kalendarzu liturgicznym.
11 października 2009 roku został ogłoszony świętym przez papieża Benedykta XVI.

## Upamiętnienie
Od 2014 roku jest patronem skweru na wrocławskim Szczepinie.